# Lev Jirkov
Lev Ivanovitch Jirkov (Лев Иванович Жирков en russe), né le 7 mars 1885 à Moscou et décédé le 4 décembre 1963 à Moscou, est un linguistique soviétique, spécialiste des langues nakho-daghestaniennes et des langues iraniennes, philologue et professeur, créateur de plusieurs alphabets et orthographes pour les langues de l’Union soviétique. Il a notamment travaillé à un projet de romanisation de l’alphabet russe. Il a écrit le premier dictionnaire avar-russe.

## Œuvres
- (ru) Лев И. Жирков [Lev I. Žirkov], Грамматика аварского языка [Grammatika avarskogo âzyka], Moscou,‎ 1924
- (ru) Лев И. Жирков [Lev I. Žirkov], Грамматика даргинского языка [Grammatika darginskogo âzyka], Центр. Изд. Народов СССР (Centr. Izd. Narodov SSSR),‎ 1926
- (ru) Лев И. Жирков [Lev I. Žirkov], Аварско-русский словарь [Avarsko-russkij slovarʹ], Moscou,‎ 1936